# ウィドネス・バイキングズ
ウィドネス・バイキングズ（Widnes Vikings）は、イングランド、チェシャー、ウィドネスのプロラグビーリーグクラブである。2019年はチャンピオンシップ（2部）でプレーした。ホームグラウンドはハルトン・スタジアム。
1875年にウィドネス・フットボール・クラブとして設立された。1895年に北部ラグビーフットボール連合を結成した22クラブの1つである。歴史的な愛称は「The Chemics」であり、ウィドネスの主要産業である化学工業に因む。現在は現代的な愛称である「The Vikings」を使用している。
1970年代、1980年代、1990年代に成功期を享受した。1975年から1984年までの10年間でチャレンジカップの決勝に7度進んだことで「カップ戦の王（Cup Kings）」とたびたび評された。1989年、3度目のラグビーリーグチャンピオンシップを手にした後、ウィドネスはオールド・トラフォードでオーストラリア王者キャンベラ・レイダーズを30対18で破り、初の公式な世界クラブ王者となった。
ウォリントン・ウルブズとは強いローカルライバル関係にある。

## 歴史

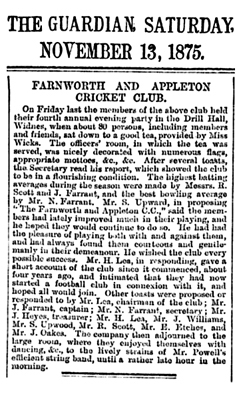
Farnworth & Appleton Football Clubの結成を伝える1875年のウィドネス・ガーディアン紙の新聞記事。

The Farnworth & Appletonクリケットクラブは1871年に設立され、4年後にクラブのメンバーらは急成長するフットボールコードを受け入れることを決めた。新たに設立されたFarnworth and Appleton FCの知られている初試合は1876年1月にウィドネスで行われたノースウィック・ヴィクトリアとのラグビールールの下での一戦である。数週間後にノースウィック、ドリル・フィールドにおいてサッカールールでの雪辱戦が行われた。どちらの試合もVicsが勝利した。
1876年5月までに、クラブは名称をウィドネスFCに変更し、組織のクリケットチームは（おそらくフットボール活動に集中するために）解散していた。1870年代末までにクラブは「The Chemicals（ザ・ケミカルズ）」と呼ばれるうようになり、その後「The Chemics」に短縮された。
1895年、ウィドネスはラグビーフットボール連合（RFU）か独立した北部ラグビーフットボール連合（NRFU）の創設メンバーとなった。

## タイトル

### 主要タイトル
| 大会                         | 優勝回数 | 優勝年                                                        |
| ---------------------------- | -------- | ------------------------------------------------------------- |
| ディビジョン1/スーパーリーグ | 3        | 1977–78, 1987–88, 1988–89                                     |
| チャレンジカップ             | 7        | 1929–30, 1936–37, 1963–64, 1974–75, 1978–79, 1980–81, 1983–84 |

### その他のタイトル
| 大会                       | 優勝回数 | 優勝年                                               |
| -------------------------- | -------- | ---------------------------------------------------- |
| プレミアシップ             | 6        | 1979–80, 1981–82, 1982–83, 1987–88, 1988–89, 1989–90 |
| リーグカップ               | 3        | 1975–76, 1978–79, 1991–92                            |
| BBC2 Floodlitトロフィー    | 1        | 1978–79                                              |
| ランカシャーリーグ         | 1        | 1919–20                                              |
| ランカシャー杯             | 6        | 1945–46, 1974–75, 1975–76, 1976–77, 1978–79, 1979–80 |
| チャリティーシールド       | 3        | 1988–89, 1989–90, 1990–91                            |
| チャンピオンシップ・カップ | 2        | 2007, 2009                                           |